# Fadeaway

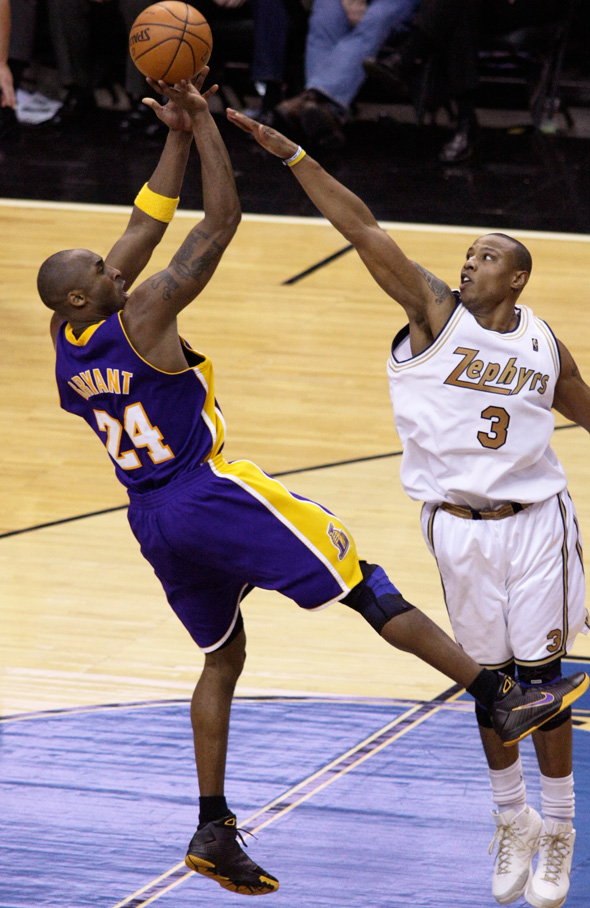
Коби Брайант бросает fadeaway'ом перед Кэроном Батлером

Fadeaway (рус. фэйдавэй) или fall-away в баскетболе это метод броска в прыжке, сделанный во время прыжка назад от корзины. Цель броска состоит в том, чтобы создать пространство между стрелком и защитником, что значительно затрудняет блокировку броска.
Стрелок должен иметь очень хорошую точность (намного выше, чем при выполнении обычного прыжка) и должен использовать больше силы (чтобы противодействовать обратному импульсу) за относительно короткий промежуток времени. Кроме того, поскольку движение происходит в сторону от корзины, у стрелка меньше шансов  осуществить подбор.
Поскольку процент fadeaway бросков ниже  (из-за сложности броска) и поскольку стрелку сложнее сделать подбор, многие тренеры и игроки считают, что это один из худших бросков в игре. Однако, однажды освоенный, это один из самых сложных методов броска, который защитники могут заблокировать. Угроза fadeaway вынуждает защитника прыгнуть в сторону стрелка, и с фейковым броском стрелок может легко получить фол на защитнике.
Лишь горстка великих игроков НБА добивалась успеха в fadeaway. Майкл Джордан был одним из самых популярных стрелков эпохи fadeaway. Уилт Чемберлен, Патрик Юинг, Леброн Джеймс, Коби Брайант, Хаким Оладжьювон, Дуэйн Уэйд, Карл Мэлоун, Ларри Берд, Кармело Энтони, Демар Дерозан и Ламаркус Олдридж также хорошо известны тем, что использовали этот прием. Еще более сложный fadeaway на одной ноге стал визитной карточкой Дирка Новицки, и Леброн Джеймс назвал его вторым самым неудержимым броском за всю историю, уступив только «небесному крюку» Карима Абдул-Джаббара.